# Курганные могильники «Хмелевой I» и «Хмелевой II»
Курганные могильники «Хмелевой I» и «Хмелевой II» — объект археологического наследия, расположенный на высоких надпойменных террасах реки Дон в окрестностях хутора Хмелевского к югу от станицы Сиротинской Иловлинского района Волгоградской области.
Могильник «Хмелевой I», состоящий из 8 курганов, содержал погребения срубной культуры эпохи бронзы (обнаружены лепные глиняные сосуды с характерным орнаментом геометрических форм) и средневекового времени (найдены детали конской упряжи, берестяной колчан, костяные обкладки колчана, детали лука, железные наконечники стрел, женские украшения, железный нож).
Могильник «Хмелевой II» насчитывал 4 курганных насыпи, из них исследовано 2 кургана, относящихся к средневековому времени. Интерес представляет погребальный обряд одного из захоронений, в котором останки воина находились в деревянном гробовище, рядом с которым находился скелет лошади. Вещевой комплекс состоял из колчана с резными костяными накладками, железного ножа, железного наконечника стрелы, бронзовой чаши.